# Landtagswahl in Brandenburg 2009
- Linke: 26
- SPD: 31
- Grüne: 5
- FDP: 7
- CDU: 19

- Regierung: 57
- Opposition: 31

Die Landtagswahl in Brandenburg 2009 bestimmte die Zusammensetzung der 5. Wahlperiode des Landtags Brandenburg auf Grundlage der Ergebnisse aus den 44 Wahlkreisen. Sie fand am 27. September 2009, zusammen mit der Wahl zum Deutschen Bundestag statt.

## Ausgangssituation
Am 19. September 2004 hatte die vierte Wahl zum Brandenburger Landtag stattgefunden. Die Regierungsparteien der Großen Koalition, SPD (−7,42 Prozentpunkte) und die CDU (−7,12 Prozentpunkte) waren die Verlierer der Wahl. PDS (+4,62 Prozentpunkte) und DVU (+0,80 Prozentpunkte) legten zu und waren im Landtag vertreten. Dies gelang den Grünen (+1,66 Prozentpunkte) und der FDP (+1,47 Prozentpunkte) trotz Stimmengewinnen nicht.
Trotz der deutlichen Verluste der Regierungsparteien SPD und CDU gingen beide Parteien wieder eine Koalition ein. Matthias Platzeck konnte sein zweites Kabinett bilden.

## Kandidaten

### Parteien
Der Landeswahlausschuss ließ am 14. August 2009 folgende Landeslisten zur Wahl zu:
- SPD
- DIE LINKE.
- CDU
- DVU
- B’90/Grüne
- FDP
- 50Plus
- DKP
- REP
- Die-Volksinitiative (Die-Volksinitiative gegen die Massenbebauung Brandenburgs mit Windenergieanlagen und die verfehlte Wasserpolitik)
- NPD
- RRP
- FREIE WÄHLER: Listenvereinigung aus BVB und FW[3]

Insgesamt bewarben sich 443 Kandidaten (darunter 113 Frauen) für einen der 88 Sitze im Brandenburger Landtag. Der jüngste Kandidat war 19 Jahre alt, der älteste 76 Jahre.
Die Piratenpartei Deutschland wurde nicht zur Landtagswahl zugelassen. Die Freie Union erreichte nicht die erforderlichen 2.000 Unterstützungsunterschriften, trat jedoch mit einem Direktkandidaten zur Wahl an.
Erstmals seit 2004 traten NPD und DVU bei einer Wahl gegeneinander an. Die DVU warf der NPD daraufhin einen Bruch ihres sogenannten Deutschlandpaktes vor, während die NPD anführte, dass dieser Pakt, der Ende 2009 auslaufen sollte, „keine Geschäftsgrundlage“ mehr hätte. Dass eine der Parteien die Fünf-Prozent-Hürde überspringen würde, galt auf Grund dieses Umstandes und langfristiger Umfragewerte unterhalb der Sperrklausel als unwahrscheinlich.

### Spitzenkandidaten der Landtagsparteien
Für die SPD trat der amtierende Ministerpräsident Matthias Platzeck an, die Spitzenkandidatur für die CDU übernahm die damalige Wissenschaftsministerin Johanna Wanka. Spitzenkandidatin der Linken war die damalige Fraktionsvorsitzende Kerstin Kaiser. Für die DVU trat die Fraktionsvorsitzende Liane Hesselbarth als Spitzenkandidatin an, während die Grünen mit Marie Luise von Halem und Axel Vogel als Doppel-Spitze in den Wahlkampf zogen. Die FDP nominierte den Teltower Rechtsanwalt Hans-Peter Goetz als Spitzenkandidaten.

## Umfragen
Die Meinungsumfragen sagten bezüglich der Parteien SPD, Linke und CDU keine großen Veränderungen voraus. FDP und Grüne wurden in der Nähe der Fünf-Prozent-Hürde gesehen, während für die DVU, die im Landtag mit sechs Abgeordneten vertreten war, ebenso wie die NPD weniger als fünf Prozent der Stimmen ermittelt wurden.
| Institut                | Datum      | SPD  | DIE LINKE | CDU  | GRÜNE | FDP | Rechte | Sonstige |
| ----------------------- | ---------- | ---- | --------- | ---- | ----- | --- | ------ | -------- |
| Forschungsgruppe Wahlen | 18.09.2009 | 32 % | 27 %      | 22 % | 5 %   | 7 % | k. A.1 | 7 %      |
| Infratest dimap         | 16.09.2009 | 34 % | 28 %      | 21 % | 4 %   | 7 % | 1 %    | 5 %      |
| Infratest dimap         | 09.09.2009 | 31 % | 28 %      | 22 % | 4 %   | 8 % | 4 %    | 3 %      |
| Infratest dimap         | 12.05.2009 | 34 % | 27 %      | 22 % | 5 %   | 6 % | 4 %    | 2 %      |
| GESS                    | 03.04.2009 | 34 % | 25 %      | 21 % | 5 %   | 7 % | 4 %    | 4 %      |
| Infratest               | 05.03.2009 | 35 % | 26 %      | 22 % | 5 %   | 6 % | k. A.1 | 6 %      |
| Emnid                   | 12.02.2009 | 36 % | 26 %      | 21 % | 5 %   | 7 % | 3 %    | 2 %      |
| Infratest dimap         | 17.09.2008 | 36 % | 27 %      | 20 % | 4 %   | 6 % | 4 %    | 3 %      |

1keine Angabe: bei Sonstige enthalten

## Wahlkreise
Bei der Landtagswahl 2009 gab es insgesamt 44 Wahlkreise. Gegenüber der Landtagswahl 2004 gab es keine Änderungen im Zuschnitt der Wahlkreise.

## Ergebnis
| Listen                               | Listen              | Erststimmen | Erststimmen | Erststimmen | Erststimmen | Zweitstimmen | Zweitstimmen | Zweitstimmen | Zweitstimmen | Mandate | Mandate |
| Listen                               | Listen              | Stimmen     | %           | +/-         | Mandate     | Stimmen      | %            | +/-          | Mandate      | Anzahl  | +/-     |
| ------------------------------------ | ------------------- | ----------- | ----------- | ----------- | ----------- | ------------ | ------------ | ------------ | ------------ | ------- | ------- |
|                                      | SPD                 | 417.701     | 30,3        | +1,7        | 19          | 458.840      | 33,0         | +1,1         | 12           | 31      | –2      |
|                                      | DIE LINKE           | 406.973     | 29,5        | –2,6        | 21          | 377.112      | 27,2         | –0,8         | 5            | 26      | –3      |
|                                      | CDU                 | 307.685     | 22,3        | –0,1        | 4           | 274.825      | 19,8         | +0,4         | 15           | 19      | –1      |
|                                      | FDP                 | 87.268      | 6,3         | +1,5        | –           | 100.123      | 7,2          | +3,9         | 7            | 7       | +7      |
|                                      | B’90/Grüne          | 81.066      | 5,9         | +1,8        | −           | 78.550       | 5,7          | +2,1         | 5            | 5       | +5      |
|                                      | NPD                 | 36.247      | 2,6         | N/A         | −           | 35.544       | 2,6          | N/A          | −            | −       | –       |
|                                      | FREIE WÄHLER        | 32.493      | 2,4         | N/A         | −           | 23.296       | 1,7          | N/A          | −            | −       | –       |
|                                      | DVU                 | –           | –           | –N/A        | –           | 15.903       | 1,1          | –4,9         | –            | −       | –6      |
|                                      | 50Plus              | 3.938       | 0,3         | +0,3        | −           | 7.905        | 0,6          | –0,5         | −            | −       | –       |
|                                      | RRP                 | 350         | 0,0         | N/A         | −           | 6.896        | 0,5          | N/A          | −            | −       | –       |
|                                      | Die-Volksinitiative | –           | –           | N/A         | –           | 4.452        | 0,3          | N/A          | −            | −       | –       |
|                                      | REP                 | –           | –           | N/A         | –           | 3.132        | 0,2          | N/A          | −            | −       | –       |
|                                      | DKP                 | –           | –           | N/A         | –           | 2.144        | 0,2          | ±0,0         | −            | −       | –       |
|                                      | Familie             | 452         | 0,0         | ±0,0        | –           | –            | –            | –2,5         | –            | –       | –       |
|                                      | Freie Union         | 150         | 0,0         | N/A         | −           | –            | –            | N/A          | –            | –       | –       |
|                                      | Einzelbewerber      | 5.528       | 0,4         | –1,1        | –           | –            | –            | –            | –            | –       | –       |
| Gesamt                               | Gesamt              | 1.379.851   | 100         |             | 44          | 1.388.722    | 100          |              | 44           | 88      | –       |
|                                      |                     |             |             |             |             |              |              |              |              |         |         |
| Ungültige Stimmen                    | Ungültige Stimmen   | 45.218      | 3,2         | +0,3        |             | 36.347       | 2,6          | +0,5         |              |         |         |
| Wähler                               | Wähler              | 1.425.069   | 67,0        | –10,6       |             | 1.425.069    | 67,0         | –10,6        |              |         |         |
| Wahlberechtigte                      | Wahlberechtigte     | 2.126.357   |             |             |             | 2.126.357    |              |              |              |         |         |
|                                      |                     |             |             |             |             |              |              |              |              |         |         |
| Quelle: Statistik Berlin Brandenburg |                     |             |             |             |             |              |              |              |              |         |         |

Die Stimmenmehrheiten der Erststimmen (l.) und Zweitstimmen (r.) in den Wahlkreisen

Gegenüber der Landtagswahl 2004 konnte die SPD die Wahlkreise Ostprignitz-Ruppin I, Uckermark I, Dahme-Spreewald III und Spree-Neiße I hinzugewinnen, verlor jedoch im Gegenzug die Wahlkreise Potsdam II und Cottbus II an die Linke.

### Wahlergebnis in den Gemeinden und kreisfreien Städten
Die folgenden Karten zeigen die (relativen) Mehrheiten der Erststimmen (l.) und Zweitstimmen (r.) in den Gemeinden sowie den Bezirken, bzw. Stadt- und Ortsteilen, der kreisfreien Städte.

Erststimmen
Zweitstimmen

| SPD20–30%30–40%40–50%50–60% | Linke20–30%30–40%40–50% | CDU20–30%30–40%40–50%50–60% | FDP30–40%40–50% | Freie Wähler20–30%40–50% |

## Folgen
Die SPD konnte entweder mit der Linken (zusammen 57 der 88 Sitze) oder der CDU koalieren (zusammen 50 der 88 Sitze).
Ministerpräsident Matthias Platzeck schlug dem Landesvorstand der SPD am 12. Oktober 2009 vor, Koalitionsverhandlungen mit den Linken zu führen. Dabei stimmte das Gremium am selben Abend bei neun Ja-Stimmen und fünf Enthaltungen der Aufnahme von Koalitionsverhandlungen zu.
Am 5. November 2009 unterzeichneten Matthias Platzeck für die SPD und Kerstin Kaiser für die Linke den Koalitionsvertrag.
Am 6. November erhielt Platzeck bei der Wahl zum Ministerpräsidenten 54 von 86 Stimmen der anwesenden Abgeordneten. Nach der Wahl wurden die Minister des Kabinett Platzeck III vereidigt.